# Reinhold Felderhoff

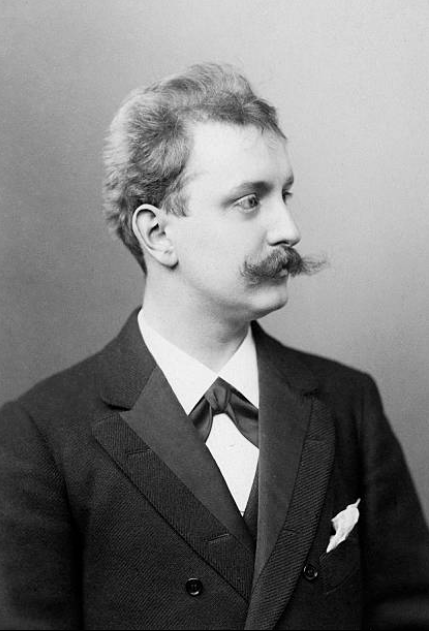
Reinhold Felderhoff um 1900. Foto von Wilhelm Fechner

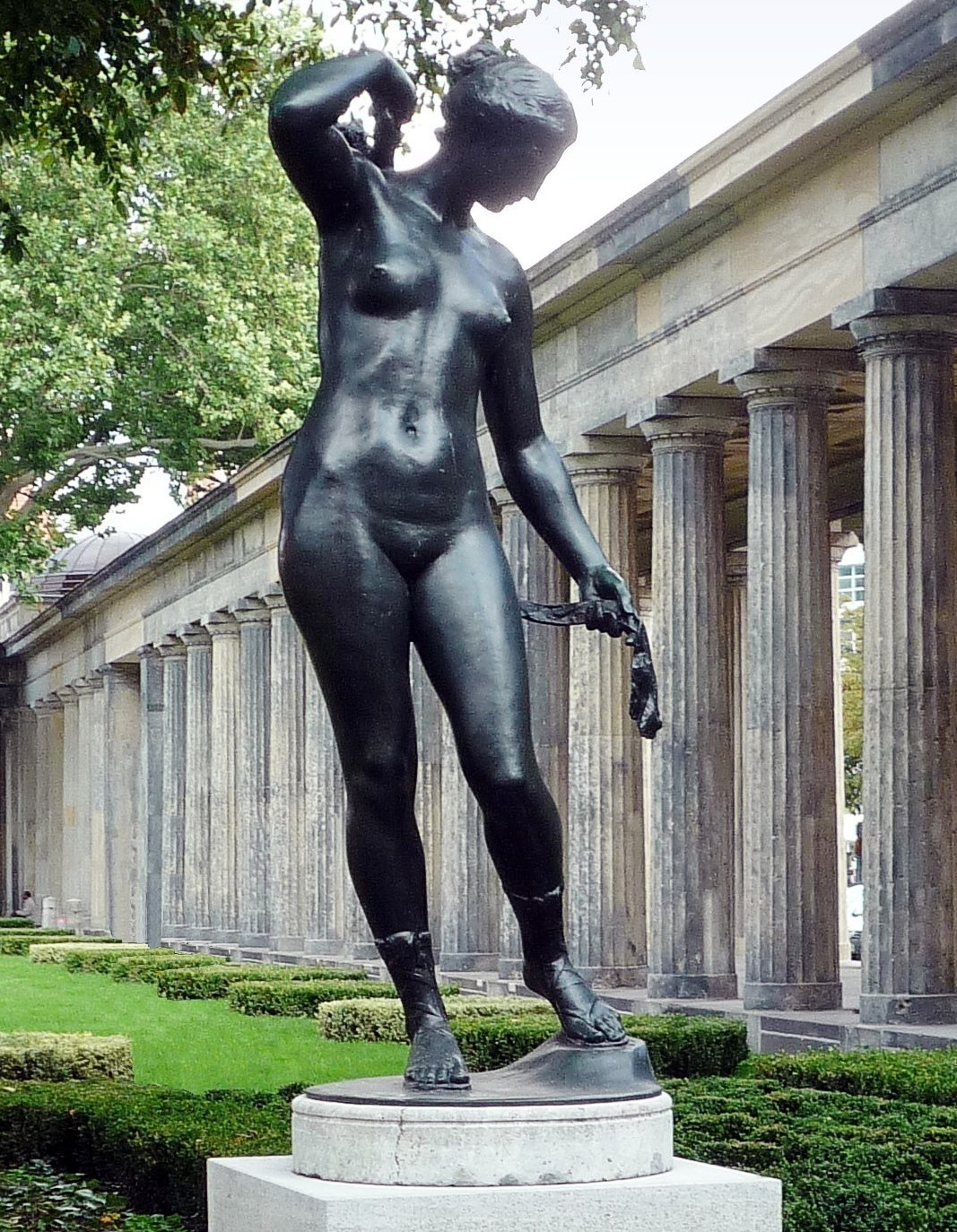
Diana im Kolonnadenhof der Museumsinsel Berlin

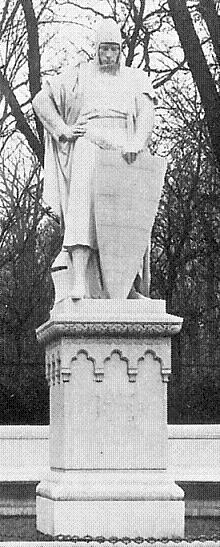
Johann II. von 1900, Siegesallee

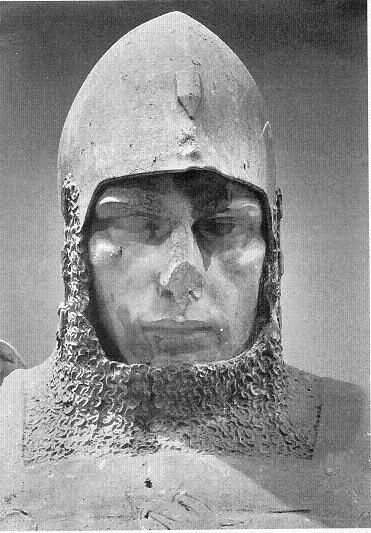
Johann II., Detail

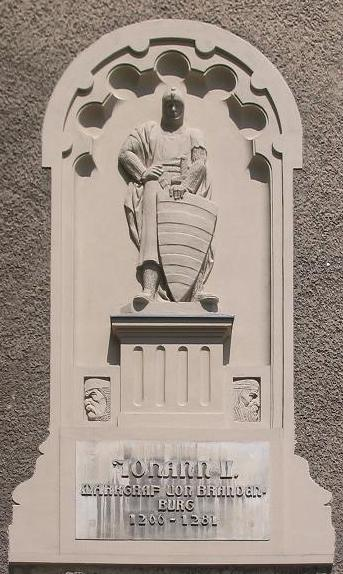
Relief nach dem Siegesallee-Standbild, 1909, Berlin-Mariendorf

Reinhold Felderhoff (* 25. Februar 1865 in Elbing, Westpreußen; † 18. Dezember 1919 in Charlottenburg; vollständiger Name: Reinhold Carl Thusmann Felderhoff) war ein deutscher Bildhauer und Medailleur der Berliner Bildhauerschule.

## Leben

### Ausbildung und Werdegang
Reinhold Felderhoff trat 1880 in die Berliner Kunstakademie ein und studierte hier bis 1884 unter anderem bei Fritz Schaper. Seit 1884 lernte er als Meisterschüler im Atelier von Reinhold Begas. Im Jahre 1885 ging er dank eines Stipendiums für ein Jahr nach Rom und setzte anschließend sein Studium bei Begas bis 1888 fort. Bereits ab 1887 arbeitete er in Berlin als selbständiger Bildhauer. Dabei fertigte er anfangs überwiegend Porträt- und Grabplastiken an und nahm zudem an Bildhauer-Wettbewerben teil. Den ersten Staatsauftrag erhielt für das Berliner Zeughaus, für das er Generalsbüsten modellierte. 1890 und 1891 folgte ein weiterer Rom-Aufenthalt. Anschließend unterstützte er die Arbeiten am Berliner Kaiser-Wilhelm-Nationaldenkmal, die sein Meister Begas leitete, und erhielt 1897 für seine Beteiligung eine Ordensauszeichnung.
1895 gewann Felderhoff den ersten Kaiserpreis zur Ergänzung der Antiken. Er wurde Mitglied der Berliner Secession und 1913 der Preußischen Akademie der Künste, die ihn 1917 zum Professor ernannte.
Reinhold Felderhoff wurde auf dem Südwestkirchhof Stahnsdorf beigesetzt.

### Vom Historismus zur Moderne
Viel Beachtung fand 1893 das Modell Felderhoffs für Albrecht den Bären, mit dem er sich am Wettbewerb um die Fischerbrücken-Denkmäler beteiligt hatte. Zwar erhielt auf ausdrücklichen Wunsch von Kaiser Wilhelm II. Johannes Boese den Zuschlag, doch förderte der Name, den er sich beim Kaiser gemacht hatte, seine spätere Verhandlung um einen Auftrag für dessen Denkmal-Boulevard, die Siegesallee im Berliner Tiergarten. Zudem diente ihm das Modell als Vorlage für die dort zwischen 1897 und 1900 ausgeführte Figur des Brandenburger Markgrafen Johann II.
Felderhoff kehrte – im Gegensatz beispielsweise zum Meisterschüler August Kraus – relativ früh der neobarocken Bildhauerschule und dem dekorativen Pathos seines Meisters Begas den Rücken und galt mit seinen schlichten, formal strengen Arbeiten manchem Zeitgenossen als mäßige Begabung (Adolf Rosenberg). Als einziger der 27 Siegesallee-Bildhauer verzichtete er auf den historisierenden Stil zugunsten einer großflächigen, modernen Auffassung.
Zu Felderhoffs besten Arbeiten zählt das Bronzestandbild der Diana von 1898, das 1900 auf der Pariser Weltausstellung gezeigt wurde und anschließend in der Nationalgalerie Berlin Platz fand. Die Figur wurde in unterschiedlichen Darstellungen, Repliken oder Abgüssen vielfach nachgebildet.

## Werk

### Gruppe Markgraf JohannII. für die Siegesallee

#### Auftrag ohne Bewerbung
Die Siegesallee-Aufträge waren in der Berliner Bildhauerschule wegen der Bezahlung und des Renommees überaus begehrt; um einen Auftrag zu erhalten, „verleugneten die meisten (Bildhauer) ihre künstlerische Überzeugung (…)“. Reinhold Felderhoff erhielt seinen Auftrag ohne Bewerbung. Sein Schwager Robert Baerwald hatte den Zuschlag für die Denkmalgruppe 15 mit Kurfürst Friedrich I. bekommen und verstarb noch vor Beginn der Arbeiten. Daraufhin verhandelte Felderhoff mit dem Kaiser um den Nachfolgezuschlag. Den erhielt dann zwar Ludwig Manzel, aber Felderhoff bekam den Auftrag für die Denkmalgruppe 6 mit Markgraf Johann II., dem die historische Kommission der Siegesallee unter Leitung von Reinhold Koser die beiden Nebenfiguren Graf Günther I. von Lindow-Ruppin sowie den Berliner Fernhändler und Ratsmann Konrad Belitz zuordneten. Die künstlerische Gesamtleitung der Denkmalallee lag bei Felderhoffs Lehrer Reinhold Begas.

#### Ausführung
Bei der Gestaltung des Markgrafen (Mitregent) hatte Felderhoff völlig freie Hand. Bildvorlagen gab es nicht und das einzige figürliche Merkmal aus der Märkischen Fürstenchronik, die den Askanier als klein von Statur, tüchtig und kräftig charakterisierte, konnte er wegen der vorgeschriebenen Einheitshöhe der Statuen nicht umsetzen. Der durch den Historismus gesetzte Zwang zur Individualisierung trieb bei den Bildhauern teilweise skurrile Blüten. Der eher ebenfalls moderne August Kraus modellierte eine seiner Nebenfiguren nach Heinrich Zille und Walter Schott und soll im ersten Brandenburgischen Markgrafen, Albrecht dem Bären, seine eigene Physiognomie verewigt haben.
Felderhoff verzichtete als einziger Bildhauer auf eine Individualisierung des Standbilds. Er schuf eine typisierte, ruhig und ernst zu Boden blickende Kriegerfigur, „die den Typ des Mahnmals vorwegnimmt.“ Da Johann II. als Mitregent nicht sonderlich im Blickpunkt des Interesses stand, sahen die konservativen Kritiker über die im Sinne des Historismus verfehlte Arbeit hinweg, aber auch viele fortschrittliche Kunstkritiker übersahen ihre Qualität. Erstaunlich ist, dass Kaiser Wilhelm II. die moderne Auffassung der Figur akzeptierte. Nach Begutachtung des Modells hatte er zwar Änderungen befohlen, dabei die Gesamtkonzeption jedoch offensichtlich nicht in Frage gestellt; welche Änderungen angeordnet wurden, ist unbekannt.
Die Figur, die den Markgrafen gestützt auf einen großen Schild mit dem Wappen des Hauses Ballenstedt zeigt, hat in der leichten Neigung des Kopfes ein weiteres Darstellungselement, das neben Felderhoff nur wenige Siegesallee-Kollegen nutzten. Die Neigung ermöglichte dem nach oben schauenden Betrachter, das Gesicht ohne perspektivische Verkürzung zu sehen.

### Stralauer Fischer
Eines der letzten größeren Werke Reinhold Felderhoffs war der „Stralauer Fischer“ von 1916 für das neue Rathaus Treptow (Neue Krugallee / Bulgarische Straße) in Berlin. Die zwei Meter hohe Skulptur aus Marmor auf einem 1,50 Meter hohen Sockel aus Granit steht seit 1925 in dem Fischerbrunnen, den Felderhoff als rechteckiges Bassin entworfen hatte. Der als Aktfigur modellierte athletische Fischer zieht leicht nach vorn gebeugt kraftvoll ein Netz empor. Der Fischerbrunnen steht heute unter Denkmalschutz. Historischer Hintergrund der Figur sind die Stralauer Fischer und ihr berühmter „Stralauer Fischzug“, der seit 1574 alljährlich ab dem 24. August, dem Bartholomäustag, stattfand.

### Weitere Werke (Auswahl)

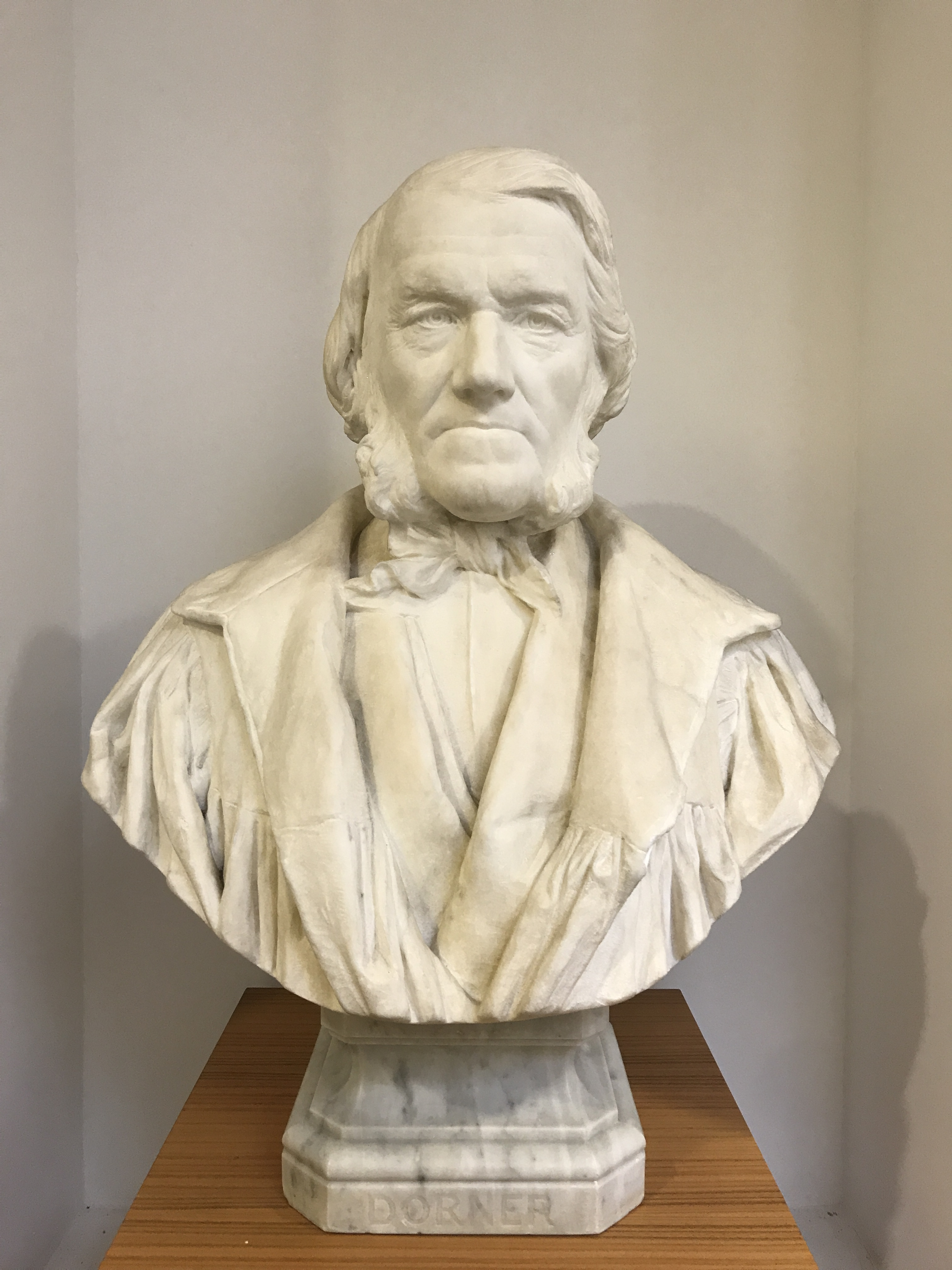
Büste von Isaak August Dorner von 1892 in der Zweigbibliothek Theologie der Universitätsbibliothek der Humboldt-Universität zu Berlin
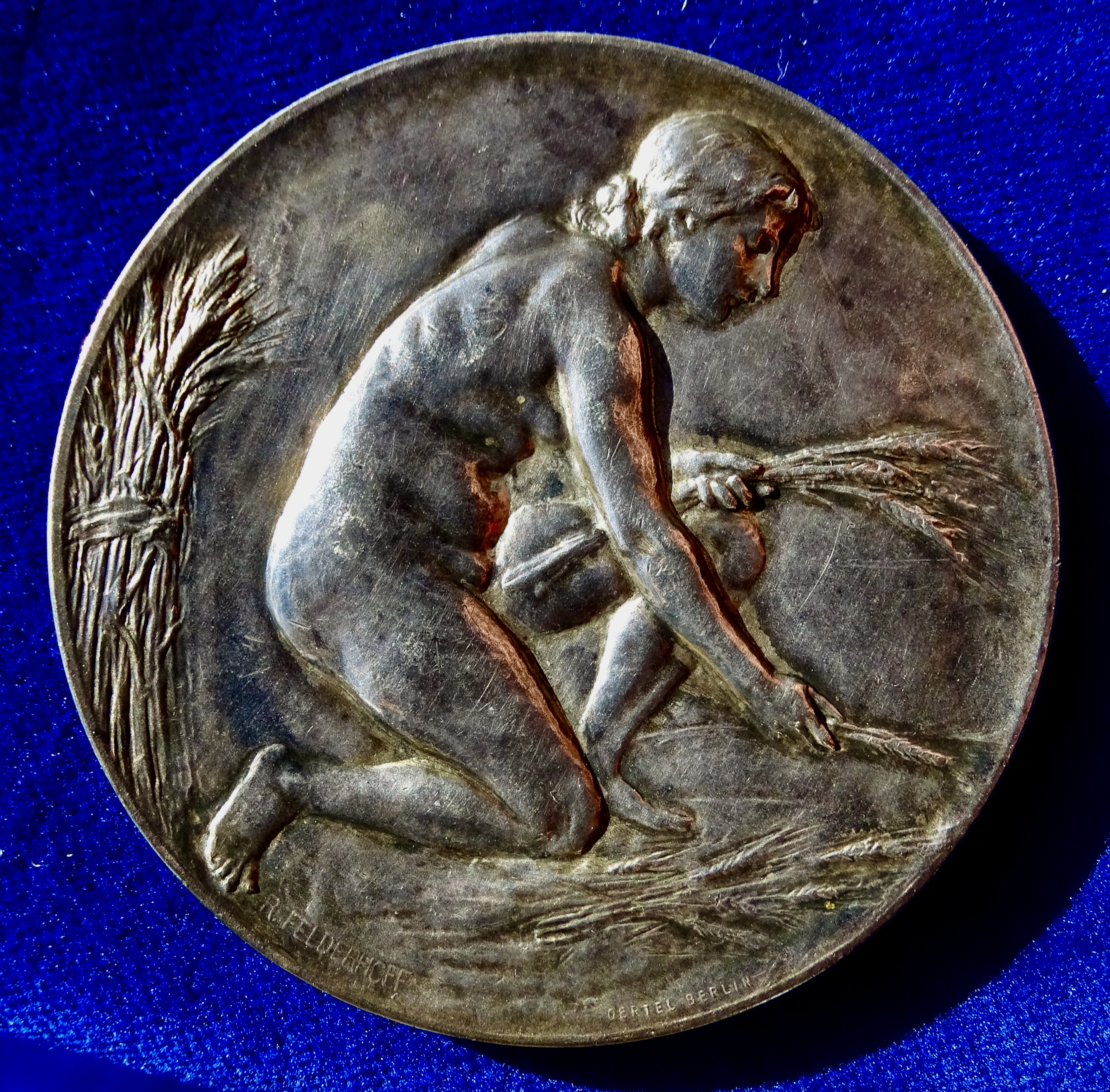
Ehrenmünze 1908 der Lehranstalt für Brauerei Berlin, Vorderseite
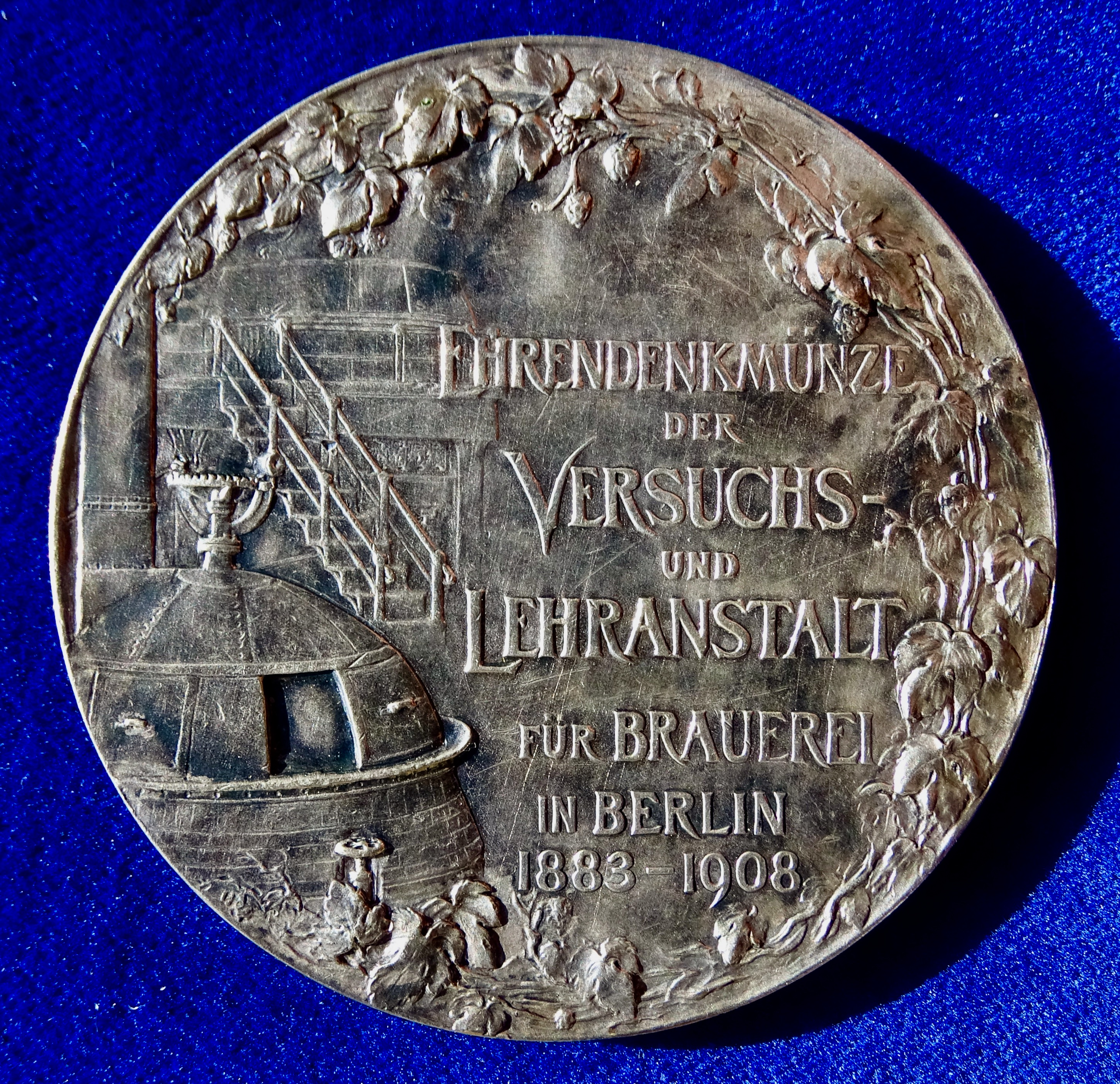
Die Rückseite dieser Ehrenmedaille von 1908
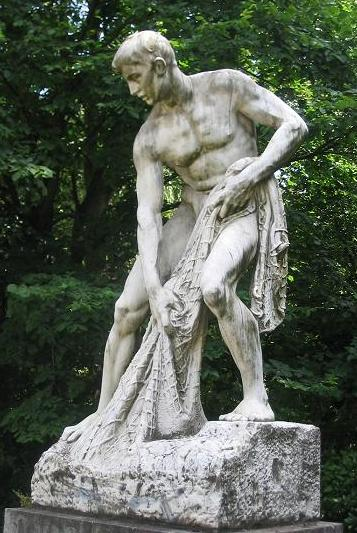
„Stralauer Fischer“ von 1916 am Rathaus Treptow
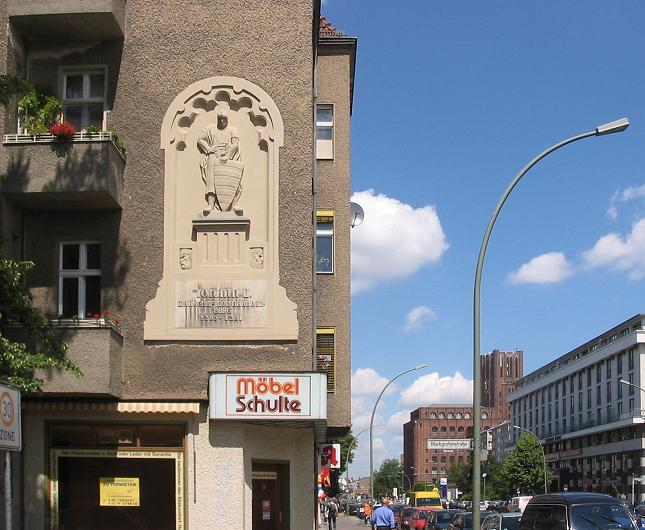
Relief Johann II. im Stadtbild, Eckhaus Markgrafenstraße / Mariendorfer Damm, im Hintergrund das Ullsteinhaus
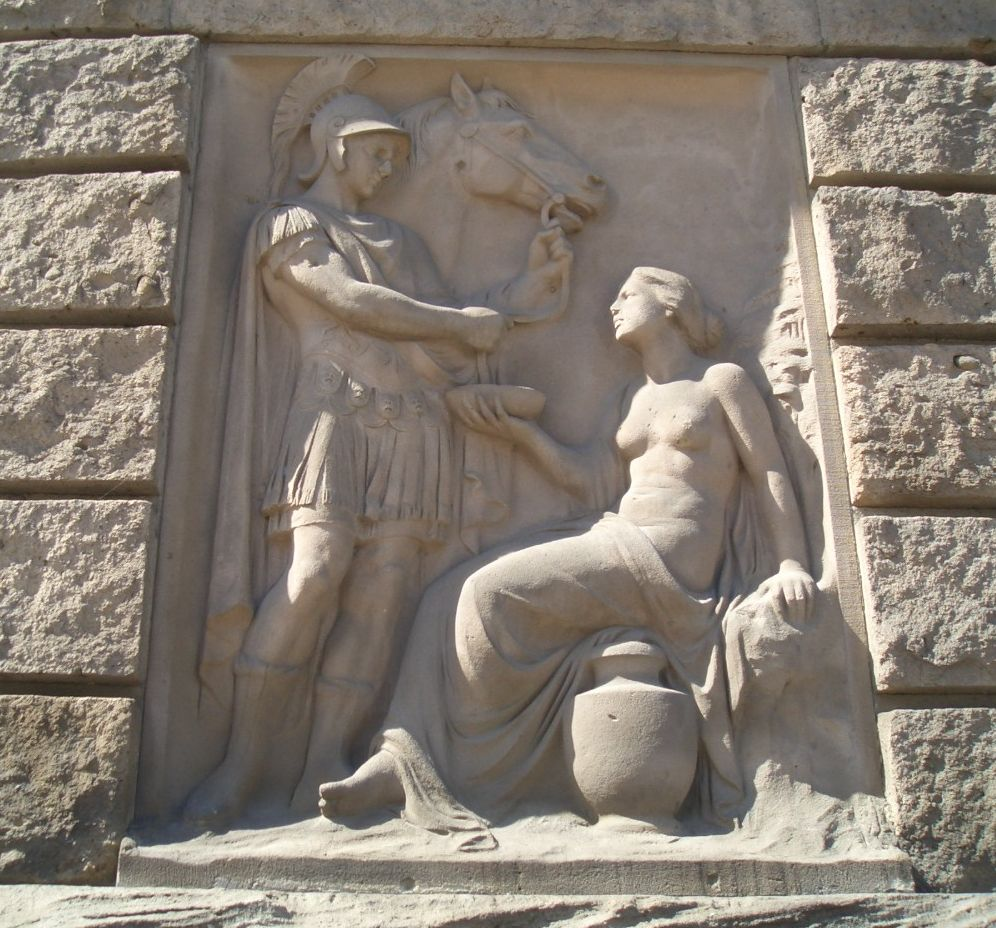
Relief für die Kaiser-Wilhelms-Akademie für das militärärztliche Bildungswesen, Invalidenstraße
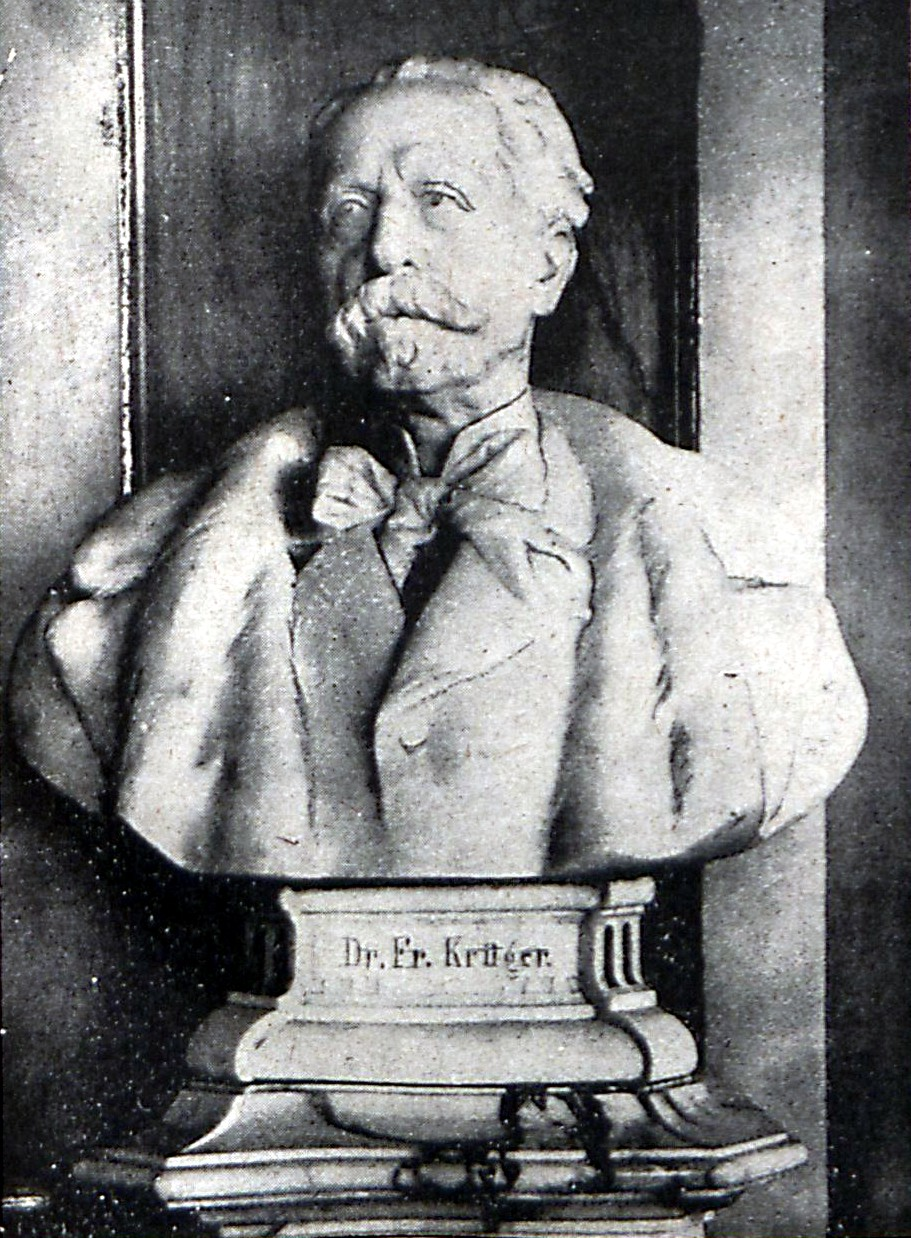
Hanseatischer Gesandter in Marmor
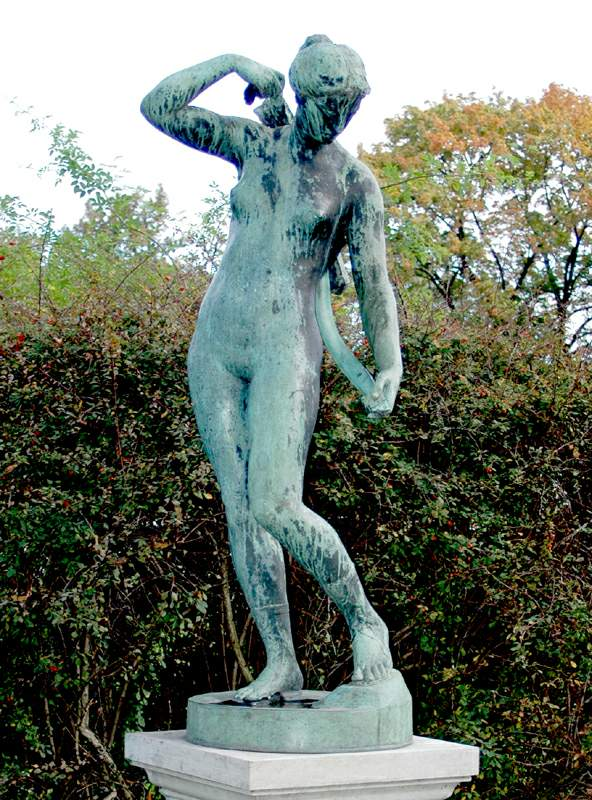
Diana im Wröhmännerpark an der Neuendorfer Straße (Berlin-Spandau)

Berlin
- 1890–1901: Felderhoff unterstützte Reinhold Begas bei der künstlerischen Ausgestaltung des Kaiser-Wilhelm-Nationaldenkmals an der Schlossfreiheit. Das Denkmal überstand beide Weltkriege ohne größere Schäden, wurde dann aber 1949/1950 zusammen mit dem Stadtschloss auf Befehl des Staatsratsvorsitzenden der DDR, Walter Ulbricht, abgebrochen.
- 1892: Büste von Isaak August Dorner für die Berliner Universität
- 1893: Niobidengruppe (Relief am Nationaldenkmal?)
- 1898/1899: Sitzbildnis von Wilhelm Conrad Röntgen auf der Potsdamer Brücke (nach 1945 eingeschmolzen)
- 1895: Eitelkeit, allegorische Statue für die Garderobe des Reichstagsgebäudes
- 1895: Evangelist Markus, Statue für die Kaiser-Wilhelm-Gedächtniskirche
- 1898/1910: Diana (Statuette, Bronzestandbild und Repliken) → Hauptartikel: Diana (Felderhoff)
  - Als Statuette erstmals auf der Großen Berliner Kunstausstellung 1898 gezeigt. Eine Fassung der Statuette kaufte die Nationalgalerie Berlin und zeigte sie 1900 auf der Pariser Weltausstellung. Am 26. Juni 1922 wurde diese Fassung gestohlen und gilt seither als verschollen.
  - Standbild 1910: Lebensgroßes Standbild, gegossen von der Gießerei H. Noack in Berlin-Friedenau; Ankauf durch die Nationalgalerie (Inventarnummer B I 300)
  - 1917 leicht verkleinerte Replik des Standbilds in Marmor, 1918 bis 1928 ausgestellt in der Nationalgalerie; Bei einem Transport wurde das Objekt beschädigt, später von der Stadt Brandenburg an der Havel angekauft und im Theaterpark aufgestellt.
  - undatierter weiterer Bronzeguss, ebenfalls von der Gießerei Noack; 1927 aufgestellt im „Kleinen Lustgarten“ in Felderhoffs Geburtsstadt Elbing[9]; Unter nicht geklärten Umständen gelangte das Objekt in den Besitz des Reichsjägermeisters Hermann Göring, der sie auf seinem Besitz Carinhall aufstellen ließ. Nach dem Zweiten Weltkrieg befand sie sich zunächst in der Zitadelle Spandau, seit 1963 im Wröhmännerpark an der Neuendorfer Straße in Berlin-Spandau.
- 1900: Denkmalgruppe 6 mit dem Standbild des Markgrafen Johann II. von Brandenburg und den Assistenzbüsten des Grafen Günther I. von Lindow-Ruppin und des Berliner Ratsherrn Konrad Belitz in der Siegesallee (siehe Textausführung oben)
- 1901: Büste von Geheimrat F. G. Gaus für die Landwirtschaftliche Hochschule
- 1904: zwei große Steinbänke mit Jagdmotiven für den Hubertusbrunnen im Tiergarten (zerstört)
Der Brunnen von Cuno von Uechtritz-Steinkirch stand im Mittelpunkt des Großen Sterns, umgeben von vier bronzenen Jagdgruppen von Fritz Schaper, Wilhelm Haverkamp, Karl Begas und Max Baumbach. Von den Jagdgruppen sind noch drei an anderer Stelle erhalten; der Brunnen wurde 1938 abgebrochen, um die Siegessäule an diese Stelle translozieren zu können.
- 1908: Verdienstmedaille der Technischen Hochschule Berlin, Brauerei-Institut
- 1910: Mutter mit Kind, Marmor, Höhe 217 cm, bis 2019 Familienbesitz, Kleinmachnow, nun im Besitz der Gemeinde Kleinmachnow als Stiftung Erben Konrad Gérard
- 1911: Mutter mit Kind, Bronze, Höhe 215 cm, seit 1976 im Brosepark in Berlin-Niederschönhausen
- 1916: Stralauer Fischer (Fischerbrunnen), Marmor, heute an der Ecke Neue Krugallee 4 / Bulgarische Straße (siehe oben im Abschnitt Stralauer Fischer)

Andere Städte
- 1894–1899: Bismarck-Denkmal in Essen, Bismarckplatz
- 1897: Marmor-Büste des Hanseatischen Gesandten Friedrich Krüger im Ratssaal des Lübecker Rathauses von Robert Baerwald
- 1901: Sitzbildnis (Bronze) von Johannes Brahms im Vestibül des Brahms-Instituts in der Villa Eschenburg in Lübeck (Teil der Musikhochschule Lübeck)
- 1903: Amphitrite-Brunnen in Stettin (lokal auch „Felderhoff-Brunnen“ genannt)
- 1904: Grabmal Jaffé, Friedhof Ohlsdorf, Hamburg[10]
- 1913: Brandenburgischer Brunnen in Posen
- 1921: Marmorskulptur von Anselm Feuerbach in Düsseldorf; 1921 nach einem 1919 entstandenen Gipsmodell ausgeführt und in der Kunsthalle aufgestellt; seit 1959 wurde sie am Westeingang des Volksgartens[11]